# マイティーコングI
『マイティーコングⅠ』は、1993年2月にSANKYOが発売した、センター役物にゴリラが配置されているパチンコ機。

## 概要
貯留型の羽根モノタイプ。通常時、センター役物の下段ステージで3機の戦闘機が左回りに旋回しV入賞を阻んでいる。役物の右側から玉を侵入させることで、戦闘機を支える支柱にバウンドさせ中央のVゾーン入賞の確率を上げるという攻略法が存在した。

## スペック
- マイティーコングⅠ
  - 賞球数 13
  - 大当たり最高継続 10R
  - 最大貯留 1個

## 演出
大当たりすると中央のゴリラの口が閉じ、旋回している戦闘機も停止する。足元に玉を1個貯留し、解放時真っ直ぐVゾーンに向かうため継続がしやすい。

## サウンドトラック
- 『パチンコ・ミュージック・フロム SANKYO FEVER WARS』 キングレコード、1998年8月21日。KICA-1217。
  - BGMが収録されている。